# 博文學校 (上水)

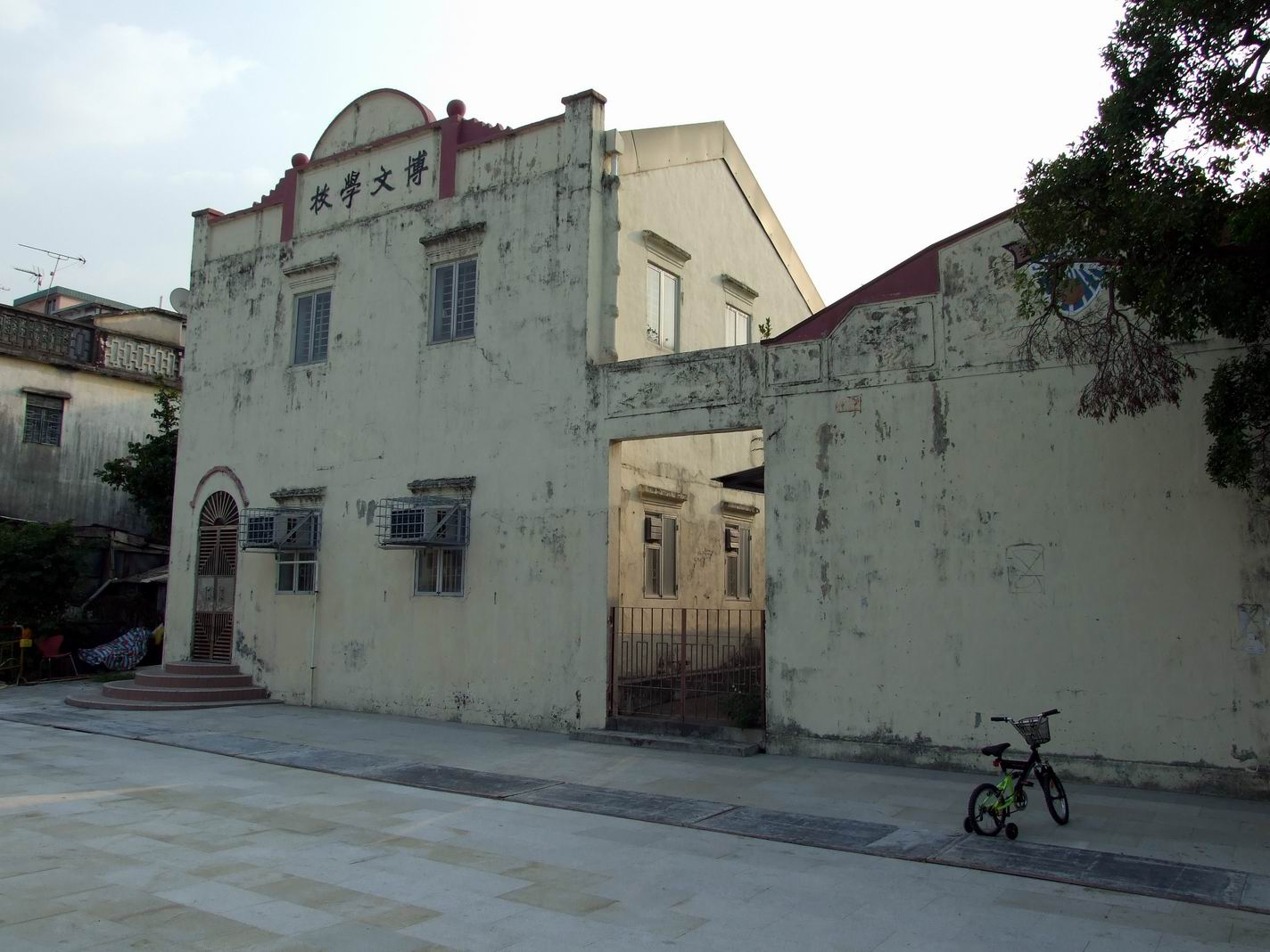
博文學校

博文學校（Bok Man School 或 Pok Man School）創辦於1919年，位於香港新界北區上水松柏塱村，由鄉村私塾改建成一所中文教學全日制政府資助男女鄉村小學，現已停辦。
學校校舍被古物諮詢委員會列為香港三級歷史建築。

## 歷史
松柏塱村由黃、劉、陳、鄺及簡姓五個宗族建立，子弟未能入讀河上鄉為侯姓族人設立的私塾，因而在村內自設私塾供村內子弟入讀。至1919年，村中父老發起募捐籌建課室，在村前祠堂側建成的課室就是現在博文學校的第二及第三室。現存磚砌建築物則建於1962年，是中式單至兩層建築，屋頂蓋瓦，兩重磚牆中間空心，有冬暖夏涼的效果。

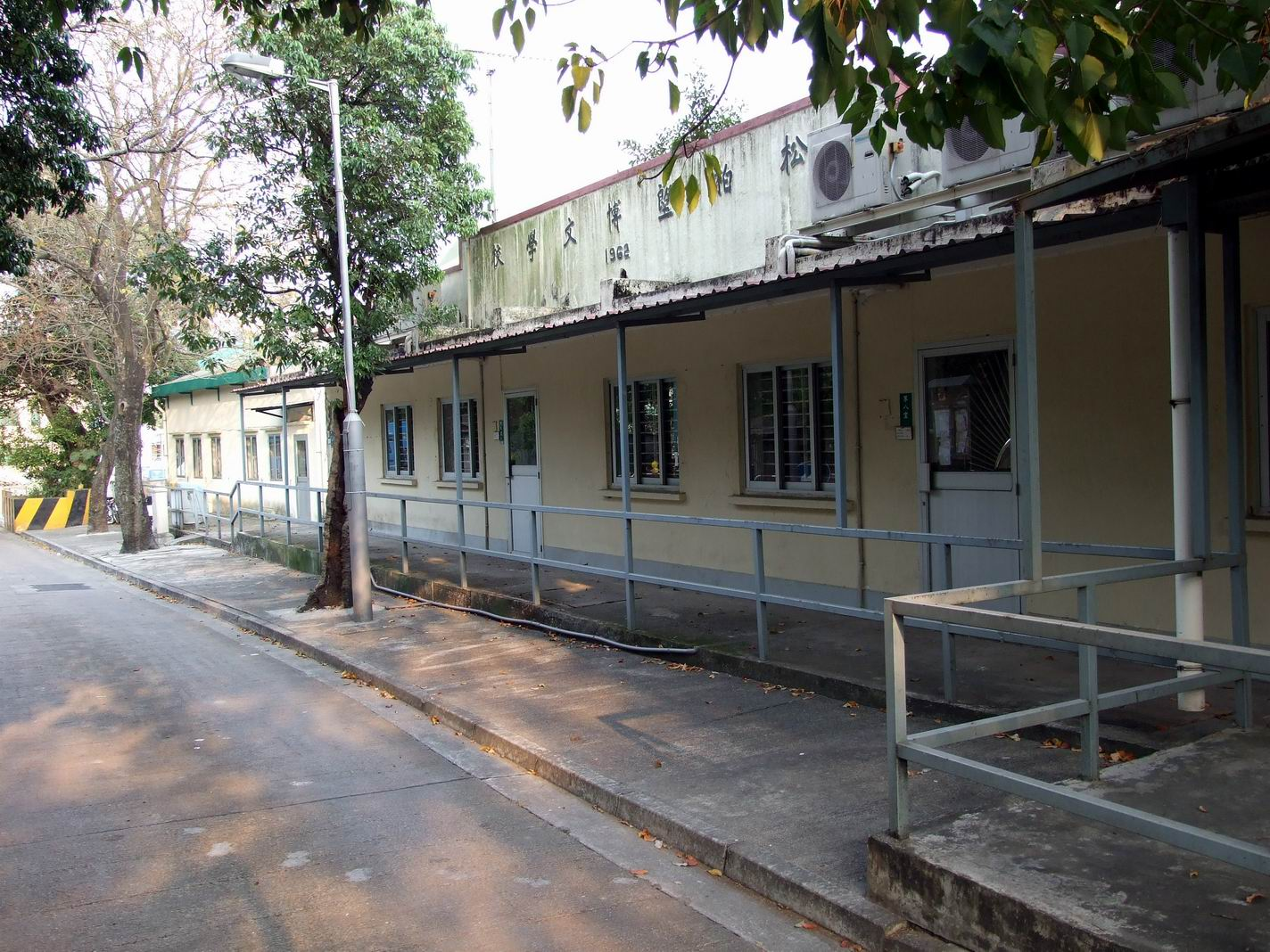
學校屋頂上有興建年份1962年
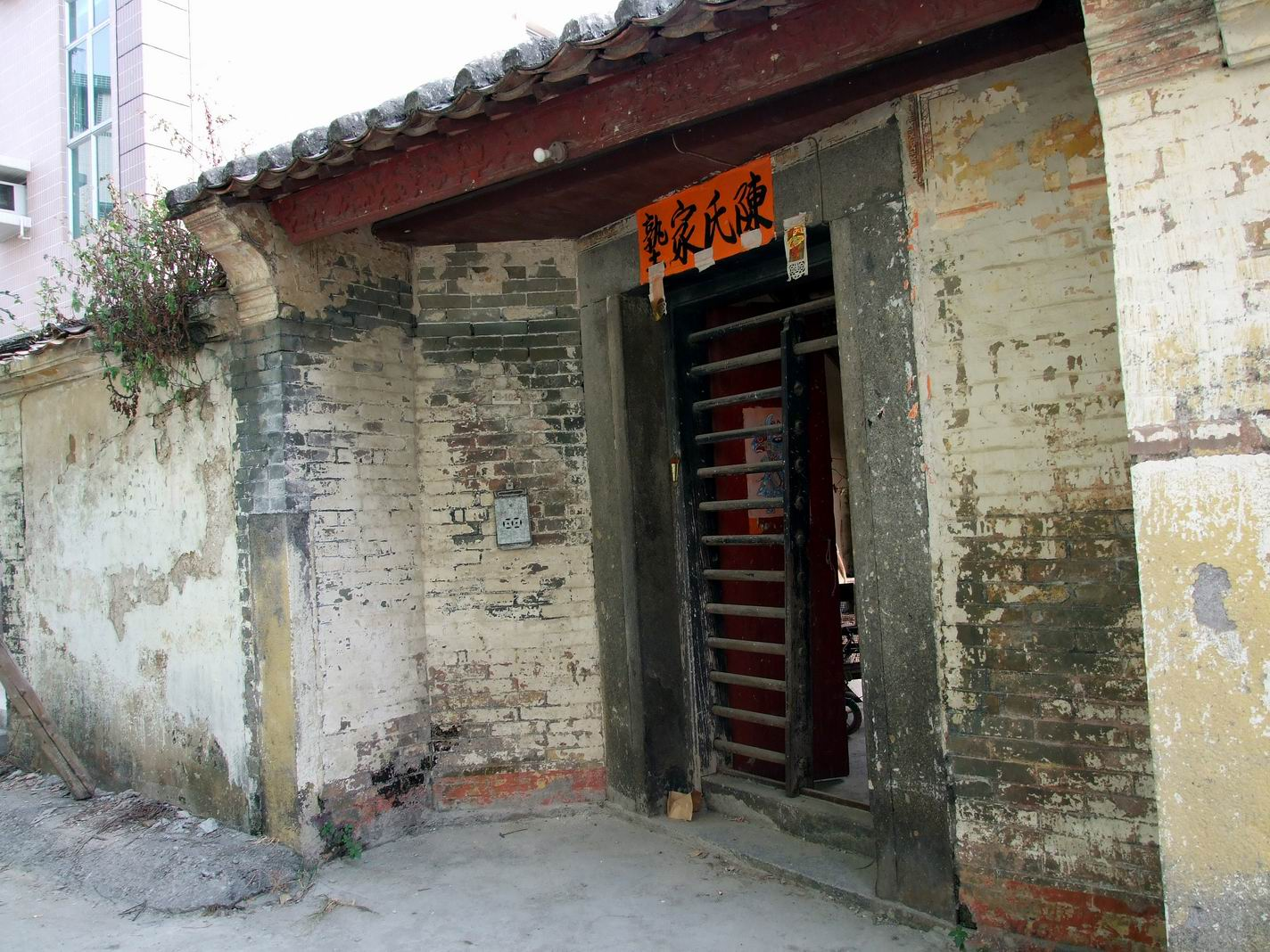
松柏塱村內一所私塾

## 著名校友
- 簡炳墀（1952年小六）：已故香港華人練馬師[3]